# لطیفه الزیات
لطیفه الزیات (عربی: لطيفة الزيات؛ ۸ اوت ۱۹۲۳ – ۱۰ سپتامبر ۱۹۹۶) نویسنده، کارگردان و استاد دانشگاه اهل مصر بود.
وی همچنین برندهٔ جوایزی همچون مدال ادبی نجیب محفوظ شده‌است.